# Der Tod ist ein Meister aus Deutschland (Film)
Der Tod ist ein Meister aus Deutschland. Der Mord an den europäischen Juden ist ein Dokumentarfilm der Fernsehjournalistin Lea Rosh und des Historikers Eberhard Jäckel, der eine mehrjährige Recherche erforderte. Der Film wurde in vier Folgen à 90 Minuten beginnend mit dem 29. April 1990 im deutschen Fernsehen SFB/ARD ausgestrahlt. Der Titel ist ein Zitat aus der Todesfuge von Paul Celan. Die vier Filme wurden später Grundlage des Buches Der Tod ist ein Meister aus Deutschland.

## Beschreibung
Der Dokumentarfilm ist eine „Collage aus Diskussion, Spielfilmszenen und historischem Material“. Die vier Fernsehfilme beschreiben die Deportation und Ermordung von Juden aus 17 europäischen Ländern. Untersucht wird auch die Kollaboration oder Verweigerung der beteiligten Länder, die an den Todesraten der ermordeten Juden zu erkennen sei. Während in Dänemark nur ein Prozent der dort lebenden Juden ermordet wurden, waren es in Polen und den Niederlanden etwa 80 Prozent. Es wird die Beteiligung von zwölf Ländern unter der Leitung Deutschlands beschrieben, so der Sowjetunion, Polen, Rumänien, Niederlande, Belgien, Frankreich, Italien, Norwegen, Ungarn, Bulgarien, Österreich und Griechenland.

## Rezensionen
- Walter Jens urteilte im Spiegel: „Es ist es das große Verdienst dieses Films, daß er die Zuschauer in Zeugen, ja, in potentielle Akteure verwandelt.“[3]